# نادي سلوفاكو
نادي سلوفاكو هو نادي كرة قدم تشيكي من بلدة أوهرسكه هراديشتيه يلعب حالياً في الدوري التشيكي لكرة القدم.